# Djoua
Djoua är ett vattendrag längs gränsen mellan Gabon och Kongo-Brazzaville, som tillsammans med Ayina bildar Ivindo.